# Vertigo Records
Vertigo Records è stata una casa discografica britannica fondata nel 1969, distribuita dalla Phonogram, che la inglobò nel 1972.
Ora è parte dell'Universal Music Group come sussidiaria della Mercury Records e della Virgin Records.

## Storia
Fondata nel 1969 dal manager olandese Olav Wyper, art director della Philips Records, ebbe come primi artisti i Colosseum, i Juicy Lucy e Manfred Mann, e pubblica inoltre il primo album di Rod Stewart e dei Black Sabbath
Il logo per gli album era costituito sul lato A da una spirale che occupava tutta l'etichetta, mentre sul lato B erano riportati i titoli di entrambi i lati del disco; questo logo venne modificato nel 1973, anno in cui la spirale venne rimpicciolita e inserita in ambo i lati, consentendo di scrivere i titoli di ognuno dei due lati, mentre in Italia il vecchio logo restò fino al 1975così come in Germania, in cui inoltre vennero pubblicati alcuni dischi in maniera autonoma (oltre alle stampe di quelli inglesi).
Durante i primi anni settanta vi lavora Patrick Campbell-Lyons, musicista dei Nirvana ma anche produttore e talent scout. Oltre ai Black Sabbath pubblicano con la Vertigo importanti esponenti dell'hard rock come gli Uriah Heep o del rock progressivo come i Gentle Giant o dell'underground come i Patto.
Nel 1971 Wyper si trasferisce alla RCA dove fonda la Neon portando con sé numerose band che avrebbero dovuto esordire con la Vertigo.
La vita successiva della casa discografica si regge su pochi ma importanti artisti come gli Status Quo e soprattutto i Dire Straits. Divenne poi parte dell'Universal Music Group e comprende principalmente Razorlight, The Rapture, The Killers, Metallica, Mark Knopfler e Amy Macdonald.

## Curiosità
Il logo della Vertigo Records è visibile in una scena di Arancia meccanica di Stanley Kubrick ambientata in un negozio di dischi.

## Dischi pubblicati
La sezione è basata sui cataloghi della casa discografica pubblicati dal giornalista musicale Franco Brizi
A parte le prime sette pubblicazioni, con il prefisso VO, nelle successive venne scelto il numero di catalogo secondo le regole comuni a tutte le etichette del gruppo Phonogram, per cui le due cifre iniziali indicavano un album singolo (63) o un doppio (66), le successive la produzione e cioè 600 inglese, 606 tedesca, 607 statunitense, 608 olandese, 609 neozelandese, 420 canadese

### 33 giri
| Numero di catalogo                                   | Anno | Interprete                      | Titoli                                      |
| ---------------------------------------------------- | ---- | ------------------------------- | ------------------------------------------- |
| VO 1                                                 | 1969 | Colosseum                       | Valentyne Suite                             |
| VO 2                                                 | 1969 | Juicy Lucy                      | Juicy Lucy                                  |
| VO 3                                                 | 1969 | Manfred Mann Chapter Three      | Manfred Mann Chapter Three                  |
| VO 4                                                 | 1969 | Rod Stewart                     | An Old Raincoat Won't Ever Let You Down     |
| VO 5 )                                               | 1969 | Ancient Grease                  | Women and Children First                    |
| VO 6                                                 | 1970 | Black Sabbath                   | Black Sabbath                               |
| VO 7                                                 | 1970 | Cressida                        | Cressida                                    |
| 6360 001                                             | 1970 | Fairfield Parlour               | From Home to Home                           |
| 6360 002                                             | 1970 | Gracious                        | This Is...Gracious!!                        |
| 6360 003                                             | 1970 | Magna Carta                     | Seasons                                     |
| 6360 004                                             | 1970 | Affinity                        | Affinity                                    |
| 6360 005                                             | 1970 | Bob Downes                      | Electric City                               |
| 6360 006                                             | 1970 | Uriah Heep                      | ...Very 'Eavy ...Very 'Umble                |
| 6360 007                                             | 1970 | May Blitz                       | May Blitz                                   |
| 6360 008                                             | 1970 | Nucleus                         | Elastic Rock                                |
| 6360 009                                             | 1970 | Dr. Strangely Strange           | Heavy Petting                               |
| 6360 010                                             | 1970 | Jimmy Campbell                  | Half Baked                                  |
| 6360 011                                             | 1970 | Black Sabbath                   | Paranoid                                    |
| 6360 012                                             | 1970 | Manfred Mann Chapter Three      | Volume Two                                  |
| 6360 013                                             | 1970 | Clear Blue Sky                  | Clear Blue Sky                              |
| 6360 014                                             | 1970 | Juicy Lucy                      | Lie Back and Enjoy It                       |
| 6360 015                                             | 1970 | Warhorse                        | Warhorse                                    |
| 6360 016                                             | 1970 | Patto                           | Patto                                       |
| 6360 017                                             | 1970 | Colosseum                       | Daughter of Time                            |
| 6360 018                                             | 1970 | Beggars Opera                   | Act One                                     |
| 6360 019                                             | 1970 | Legend                          | Legend                                      |
| 6360 020                                             | 1970 | Gentle Giant                    | Gentle Giant                                |
| 6360 021                                             | 1970 | Graham Bond                     | Holy Magick                                 |
| 6360 022                                             | 1970 | Numero di catalogo inutilizzato | -                                           |
| 6360 023                                             | 1970 | Gravy Train                     | Gravy Train                                 |
| 6360 024                                             | 1970 | The Keith Tippett Group         | Dedicated to You, but You Weren't Listening |
| 6360 025                                             | 1970 | Cressida                        | Asylum                                      |
| 6360 026                                             | 1971 | Still Life                      | Still Life                                  |
| 6360 027                                             | 1971 | Nucleus                         | We'll Talk About It Later                   |
| 6360 028                                             | 1971 | Uriah Heep                      | Salisbury                                   |
| 6360 029                                             | 1971 | Catapilla                       | Catapilla                                   |
| 6360 030                                             | 1971 | Assagai                         | Assagai                                     |
| 6360 031                                             | 1971 | Nirvana                         | Local Anaesthetic                           |
| 6360 032                                             | 1971 | Patto                           | Hold Your Fire                              |
| 6360 033                                             | 1971 | Jade Warrior                    | Jade Warrior                                |
| 6360 034                                             | 1971 | Ian Matthews                    | If You Saw Thro' My Eyes                    |
| 6360 035 (ristampa di VO 3 per il mercato argentino) | 1971 | Manfred Mann Chapter Three      | Manfred Mann Chapter Three                  |
| 6360 036 (ristampa di VO 2 per il mercato argentino) | 1971 | Juicy Lucy                      | Juicy Lucy                                  |
| 6360 037                                             | 1971 | May Blitz                       | The 2nd of May                              |
| 6360 038                                             | 1971 | Daddy Longlegs                  | Oakdown Farm                                |